# Jacques Louis de Bournon
Jacques Louis de Bournon (1751-1825) est un minéralogiste et cristallographe français du XIXe siècle. 

## Biographie
Jacques Louis de Bournon naît à Metz, dans les Trois-Évêchés, le 21 janvier 1751. Fils de Jacques de Bournon, seigneur de Gray, le jeune Jacques Louis bénéficie d'une solide éducation. Son père, qui possédait une collection minéralogique dans sa demeure messine, le château Fabert, initie en effet son fils, dès son plus jeune âge. Jacques Louis de Bournon s'engage très tôt dans l'armée royale. Il sert d'abord comme officier d'artillerie dans le régiment de Toul. Il obtient ensuite une charge de lieutenant des maréchaux de France. 
À la Révolution, Jacques Louis de Bournon émigre en Allemagne pour se joindre à l'armée de Condé. Après sa dissolution, Jacques Louis de Bournon embarque pour l’Angleterre. Revenu à la vie civile, Jacques Louis de Bournon réorganise les cabinets de minéralogie de lord Grenville et de Sir Abraham Hume, collaborant à plusieurs sociétés savantes britanniques. Rentré en France en 1814, Jacques Louis de Bournon reçoit, pour ses services, les croix de chevalier de l'Ordre royal et militaire de Saint-Louis et de la légion d'honneur. Louis XVIII le nomme directeur de son cabinet de minéralogie, poste qu'il conservera jusqu’à sa mort. Il décède à Versailles le 25 août 1825. 
La qualité de ses travaux fut unanimement reconnue par ses contemporains, notamment par Cuvier en 1808. Jacques Louis de Bournon est le frère aîné de la romancière Charlotte de Bournon.

## Publications
- Traité complet de la chaux carbonatée et de l'arragonite
- Essai sur la lithologie des environs de Saint-Étienne-en-Forez, et sur l'origine de ses charbons de pierre . Avec des observations sur les silex, pétro-silex, jaspes et granits - 1785
- A descriptive catalogue of diamonds in the cabinet of Abraham Hume 1815
- Catalogue de la collection minéralogique particulière du Roi  (Abel Lanoe 1817)

## Minéralogie
On lui doit la description de plusieurs espèces. 
- candite Synonyme de spinelle
- crichtonite
- fibrolite Synonyme de sillimanite
- humite
- indianite Synonyme d'anorthite
- scheelin martial  Synonyme de wolframite
- schorl octaédre rectanglaire (Synonyme d'anatase
- sillimanite

On doit à  Jacques Louis de Bournon d’avoir montré que le saphir (gemme orientale) et le corindon (spath adamantin) ne font qu’un.

## Postérité scientifique
Une espèce minérale lui a été dédié par le minéralogiste écossais Robert Jameson: la Bournonite. Le minéralogiste Lucas lui a également dédié, sous ce même nom, une espèce qui s'est avérée être de la sillimanite.